# Грахово (племе)
Грахово је област и српско племе у Црној Гори. Према подели племена Црне Горе Грахово припада старохерцеговачким уз Бањане, Дробњаке, Голију, Пивљане, Ускоке, Рудињане и Никшиће.
Најпознатија братства овог племена су Ковачевићи, Вучетићи, Вујачићи, Даковићи, Миловићи, Вујовићи, Булајићи.

## Етимологија
Према Гојку Килибарди, може постојати веза са Граховом и старом породицом Граси из Рима.
Име Грахово је састављено од српскохрватског грах (од прасловенског *горкъ) и -ово (од прасловенског *-овъ), суфикса који се у словенским језицима користи за означавање имена места, чиме је име Грахово, 'место граха'.

## Географија
Племе Грахова налази се у корелацији са Граховским крајином. Регија је одређена следећим насељима која су се налазила у саставу општине Грахово која је укинута 1960. године. Балосаве, Баре, Броћанац, Вилуси, Граховац, Грахово, Горње Поље, Долови, Загора, Заслап, Јабуке, Нудо, Подбужур, Ријечани и Спила.

## Формација
Племе Грахово настало је око краја 17. века. Племе су представили Никшићи, Дробњаци, Бањани и Риђани у походу на Грахово 1695. године.

## Братства
Некада је у племену Грахово било 69 братстава са 4.000 људи. Братства племена Грахово обухватају:
- Андријашевић
- Антуновићи
- Вујачићи
- Вујовићи
- Вучковићи
- Булајићи
- Вучетићи
- Глушчевићи
- Дабовићи
- Даковићи
- Делибашићи
- Денда
- Драгојевци
- Јовићичи
- Капор
- Ковачевићи
- Кујачић
- Кешељ
- Лубурићи
- Миловићи
- Мусић
- Хаџићуковић

### Вујачићи
Вујачићи су најстарије братство племена Грахова. Родоначелник им је био Драгоје, имао је четири сина који су се раздвојили (Сороје, Бороје, Лука и Мајо) и формирали братства (Вујачићи, Булајићи и Вучетићи). Пореклом су Кучи и Риђани који су у средњем веку уништили племе Матаруге.

### Ковачевићи
Родоначелник братства Ковачевића је Јован Ковачевић, Дошли су из Јајца, Босна 1700-их година, а на Граховом пољу настанили се 1709. године из Невесиња. Усмено, Ковачевићи су се доселили у Херцеговину па у Грахово.

### Даковићи
Даковићи су првобитно били у саставу братства Вујачићи, кнез Дако је родоначелник и предак Пере, Јакова и Анта Даковића, међутим 1700-их година граховски кнез Дако Вујачић је убијен због сарадње са Османлијама. Даковићи су настали узимањем патронимског имена Дако Вујачић.

### Булајићи
Булајићи воде порекло од Родоначелника братства по имену Драгоје. Пореклом је из племена Кучи, Драгоје је убио Турчина, а након што су Османлије заузеле Медун, Кучи је 1457. године побегао на још неосвојено Чево. Драгоје се са породицом оженио Чевљанком. Морао је побјећи и са Чева и отишао у Грахово поље јер је имало бољу економију. Драгоје је рано погинуо борећи се са Турцима, оставивши жену да подиже децу. Драгојева супруга је добила име Була, а њихова деца су се звала Булина Дјеца или Булићи са наследницом Булајићи као матронимом.

### Вучетићи
Вучетићи су истог порекла као и Вујачићи и Булајићи, пореклом из племена Кучи, а родоначелник им је био Драгоје, Лука се настанио у области Нудо код Грахова и Заслапа, а касније и у Вилусима.